# Burgruine Maienluft
Die Burg Maienluft ist eine hochmittelalterliche Burganlage in Wasungen im Landkreis Schmalkalden-Meiningen.

## Geschichte

### 1150–1274
Der Vorgänger der Burg Maienluft bei Wasungen geht auf eine Höhenburg aus dem 12. Jahrhundert zurück, deren Burgsiedlung „castrum cum burgo“ 1190 erstmals genannt wurde. Ob sie mit der heutigen Höhenburg identisch ist, weiß man nicht. Die Gründung der Burg geschah wahrscheinlich vor 1150, da bereits 1157 die Ritter von Wasungen genannt wurden. Letzter Vertreter dieses älteren Wasunger Geschlechts war Siegfried von Wasungen.
Danach war die Burg im Besitz des jüngeren Stammes der Herren von Wasungen unter Gotebold von Wasungen, vermutlich einer poppischen Linie der Henneberger, welche um 1230 das letzte Mal belegt ist. Um 1228 wurde die Kleinherrschaft Wasungen offenbar den Grafen von Henneberg als Lehen aufgetragen. Sie ließen die Burg durch niederadlige Ministeriale verwalten, welche ebenfalls als „von Wasungen“ bezeichnet wurden und bis 1265 belegt sind. Während dieser Zeit wurde die Burg weiter ausgebaut und mit einem Bergfried versehen.

### 1274–1583
Seit der Hennebergischen Hauptteilung im Jahr 1274 gehörte dann Wasungen mit der Burg als Sitz der Zent Wasungen zur Grafenlinie Henneberg-Schleusingen. Das Zentgericht wurde 1307 zum freien kaiserlichen Landgericht erhoben. Zwischen 1299 und 1446 ist die Burg auch als Verwaltungs-Mittelpunkt der Vogtei bzw. des Amtes Wasungen (mit Vogt, Torwärtern, Türmern und Wächtern) nachweisbar. Im unteren Burghof war ein landwirtschaftlicher Betrieb („Vorwerk“) untergebracht.
Anfang des 14. Jahrhunderts erhielt der Ort Wasungen, der ursprünglich eine Burgmannen-Siedlung war, Stadtrechte nach Schweinfurter Vorbild.
In der Zeit um 1500 verlor die Burg ihre militärische Funktion und die Wehranlagen begannen zu verfallen. Obwohl sie den Bauernkrieg unbeschädigt überstanden hatte, war sie nicht mehr von strategischer Bedeutung. Das mittelalterliche Vorwerk wurde in eine Domäne (staatliches Gut) umgewandelt. 1526 ist erstmals ein landesherrlicher Pächter auf dem früheren Adelssitz nachgewiesen. In dieser Zeit taucht auch das erste Mal der Name „Maienluft“ für das Anwesen auf.

### 1583 bis zur Gegenwart
Nach dem Aussterben der Grafen von Henneberg im Jahr 1583 ging die Burg in gemeinschaftliche Verwaltung der wettinisch-sächsischen Linien der Ernestiner und Albertiner über. Bei der Realteilung der Grafschaft Henneberg im Jahr 1660 kam die Burg an den Herzog von Sachsen-Gotha, welcher sich ab 1672 Herzog von Sachsen-Gotha und Altenburg nannte. Nach einer Erbteilung dieser Linie gehörte die Burg ab 1680 zum Herzogtum Sachsen-Meiningen.
Auch nach dem Wasunger Krieg 1747–1748 zwischen den Linien Sachsen-Meiningen und Sachsen-Gotha-Altenburg blieben Stadt und Burg im Besitz Meiningens, wurden aber zeitweise von Sachsen-Gotha-Altenburg besetzt.
Im Jahr 1868 begannen die Errichtung von Anlagen auf der Burg und die Erschließung des Turmes. Weiterhin wurden Burgfeste durch den „Ortsverschönerungsverein“ durchgeführt. Nach zwei Bränden in den Jahren 1874 und 1876 wurde das große Domänen-Stallgebäude mit Bauformen des Historismus wieder hergestellt. Heute beherbergt das Gebäude Gaststätte und Hotel. Der Sachsen-Meininger Herzog verkaufte die Burg im Jahre 1898. Danach wurde eine Gastwirtschaft eingerichtet. Die heutigen Besitzer haben die Burg seit 1992 umfangreich saniert.

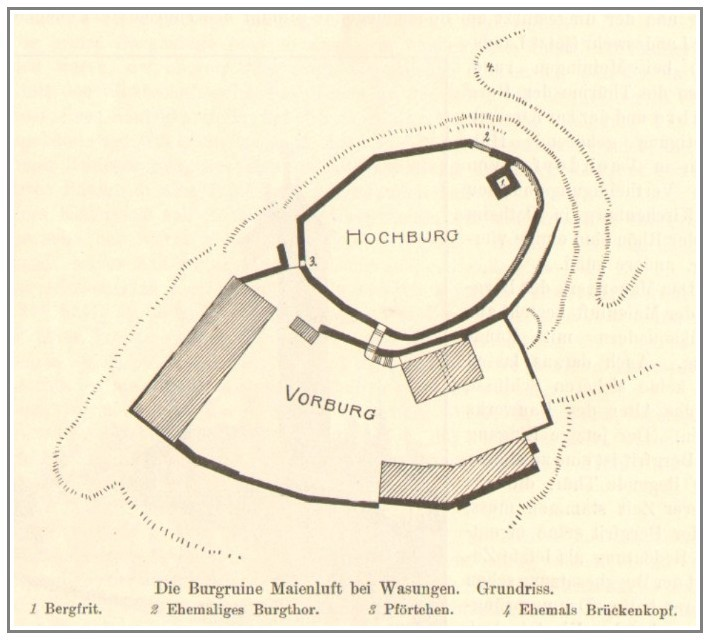
Lageplan (1910)
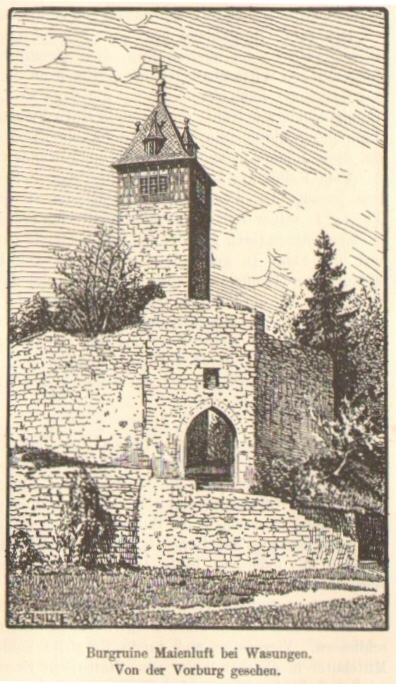
Ansicht von der Vorburg (Georg Lilie – 1898)
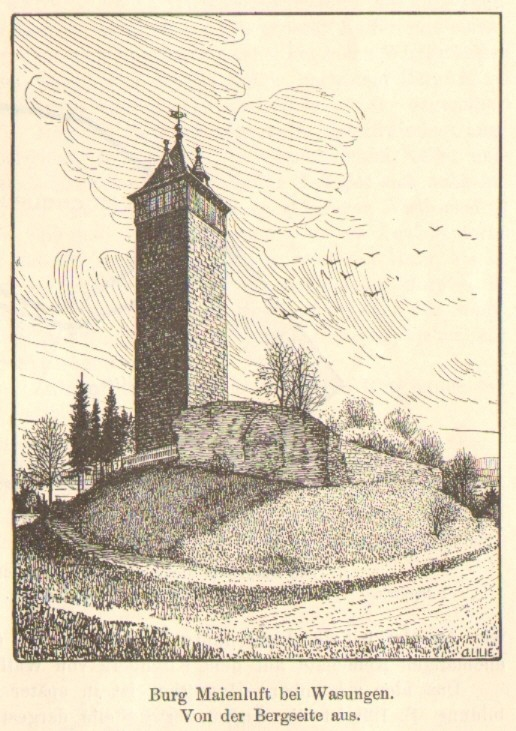
Ansicht von der Bergseite (Georg Lilie -1898)
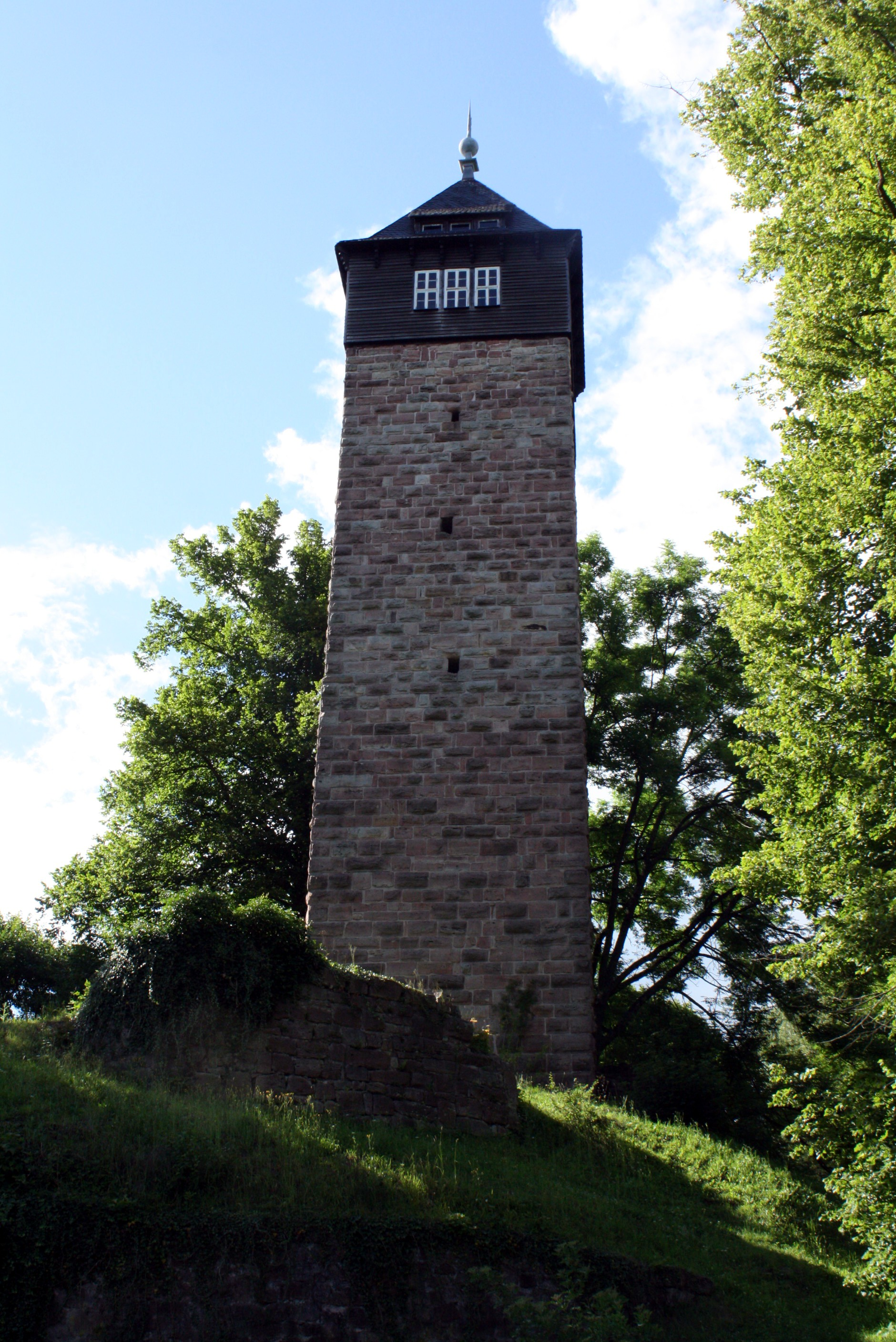
Aussichtsturm der Burgruine
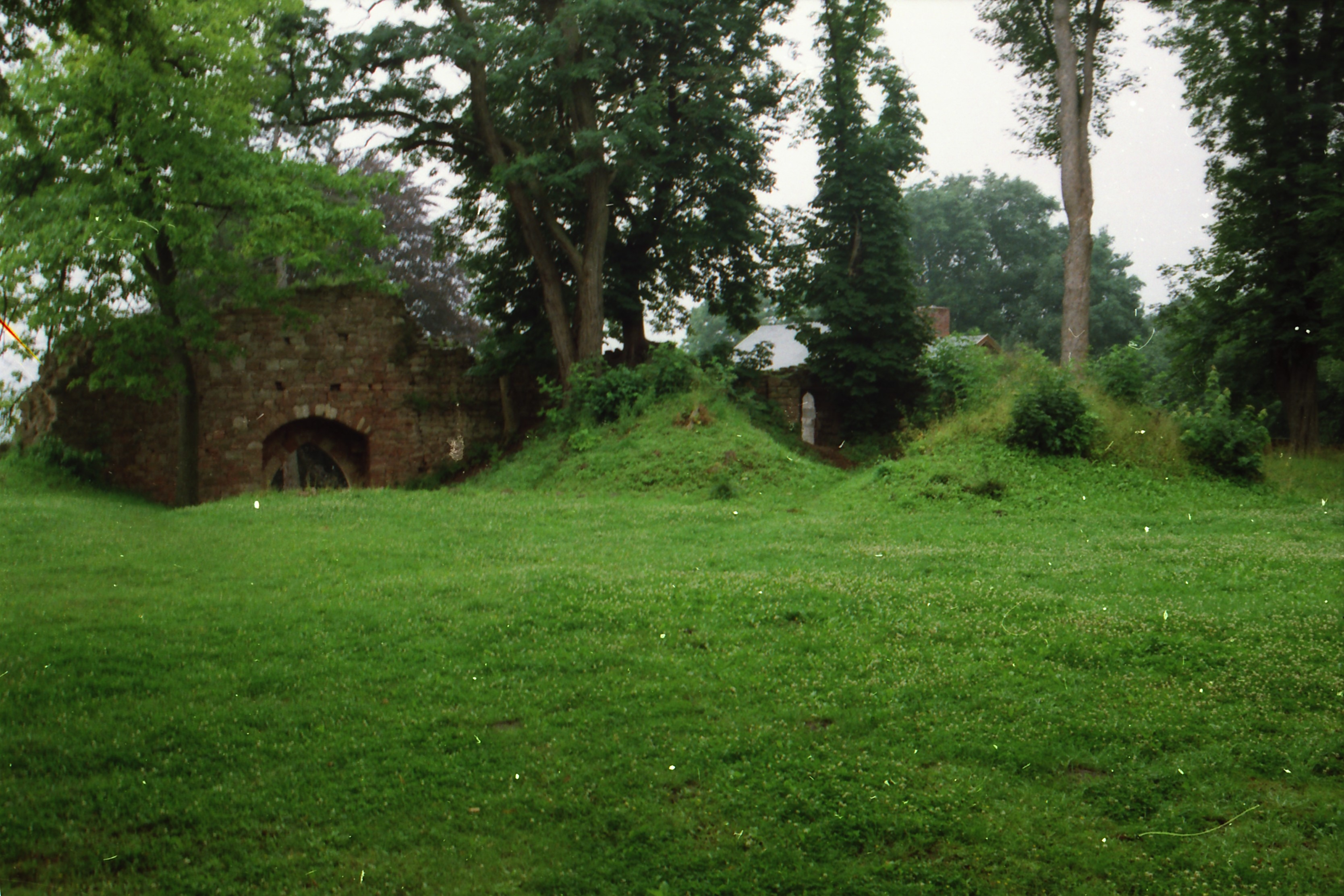
Innenansicht der Burgruine (1997)
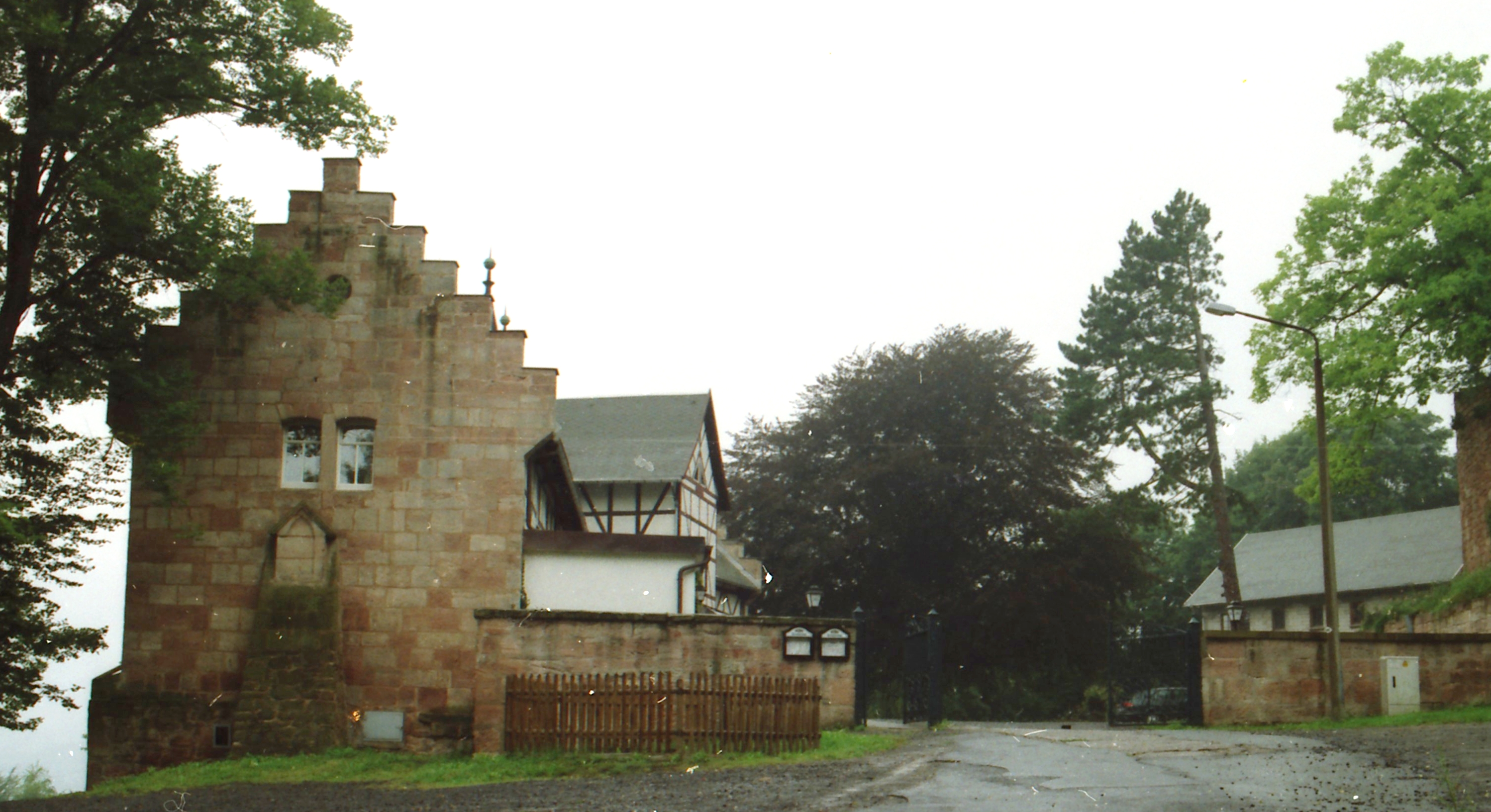
Ausflugsgaststätte und Hotel neben der Burgruine

## Anlage
Maienluft bestand aus einer Vorburg, von der noch Reste zu sehen sind, und der höher gelegenen Kernburg. Sie war durch ein spitzbogiges Tor an der Südwestecke zu betreten und mit doppeltem Mauerring und Graben zum Landrücken hin geschützt. Bis zum heutigen Tage sind Teile der Ringmauer und der Bergfried erhalten geblieben. Der quadratische aus Buntsandstein-Quadern bestehende Wehrturm wurde vermutlich im frühen 13. Jahrhundert auf der Angriffsseite der Burg errichtet. Der spitzbogige Hocheingang kam erst später hinzu, das oberste Stockwerk ist neu aufgesetzt. In den historischen ehemaligen Wirtschaftsgebäuden sind heute ein Hotel und ein Restaurant untergebracht.